# 米本千珠
米本 千珠（よねもと ちず、1968年8月23日 - ）は、広島県広島市出身の日本のアマチュア小説家、元声優、元脚本家。声優としてデビューしてから引退するまで一貫して青二プロダクションに所属していた。現役の頃は神奈川県横浜市や埼玉県などに在住していたが、半休業中の一時期は両親の世話をするために広島県に帰省していた。現在は「なかはら真斗（なかはら まこと）」のペンネームでアマチュア小説家として活動中。

## 経歴・人物
- 幼少期は人見知りが激しく空想好きでオカルトマニアであったという[2]。中・高・短大時代はエスカレーター式女学校に通っていた[2]。学生時代は演劇部に所属し、当時は女学校だったため、男役を演じていた[2]。学生時代で得意な科目は現代国語、歴史、倫理哲学、美術、家庭科[2]。声優になっていなかったらストリッパーかダンサーになっていたと語る[2]。
- 比治山女子高等学校を経て比治山女子短期大学（現：比治山大学短期大学部）国文科[13]卒業[14]。本人発表の情報によると、短大生時代の1989年ごろから舞台役者として芸能活動を開始したという。当時は地元劇団に入団して、ミュージカルなどもしていた[15]。同短期大学を卒業後に東京に上京し、声優への転身を目指して青二塾 東京校に第14期生として入塾[5]。養成教育を受けて卒業後、青二プロダクションに所属した[16]。養成所の同期に鈴木麻里子・豊嶋真千子らがいる。米本が2022年9月10日に生配信した最後のツイキャスで語ったところによると、20～21歳だった1989年ごろから芸能活動をしていたものの、当時は舞台などの顔出しで活動しており、そこから声優に転じたという。青二塾東京校に第14期生として入塾した当時は24歳くらいであり、同期の中では最年長であったという[17]。したがって、短期大学を卒業してから青二塾に入塾するまで4年ほどは主に舞台活動をしていたことになる。米本は駆け出しの頃に様々なアルバイトを経験したことで知られるが、それがこの期間に当たることから、生活費を稼ぐために多くのアルバイトに勤しんでいたと推定される。
- Web上のハンドルネームでもある「Chani」名義で、正式に脚本家としてもデビューしており[18]、公式noteにてオリジナル小説を執筆中[19]。何作かは完結しており、公式noteから発売したこともある。趣味は小説の執筆に加え、B級映画の鑑賞、ヨガ。好きな食べ物はたこ焼き、茶漬け、ウニ、フライドポテト、アイスクリーム。好きな色は白・オレンジ・ピンクなど。好きな言葉は「明日は明日の風が吹く」[2]。
- 3人兄妹の末っ子で、兄は一般人、姉は同人誌作家の星ヒカルである[18]。
- 「千珠」という名前は本名である[2]。名前は両親ではなく、祖父が名付けた[2]。「千珠」と書いて「チズ」と読む名前が当時は一般的ではなかったことや、当時のパソコン・ワープロの変換システムが現在ほど高性能ではなかったことから、キャラクターソングを発売した際にCDショップなどで「ヨネモト センシュ」または「ヨネモト センジュ」と間違ってルビを振られることもあり、当時出演していたラジオ番組でも話題にされたことがある。
- 2014年8月18日にはブログサイトをリニューアルした（後に閉鎖）。
- 神奈川県横浜市に居住していたころ、実家に住む両親が高齢であるため「両親との時間を大切にしたい」との想いから地元の広島に帰郷。芸能活動は実質的に半休業状態となっていた[20]。その後、2019年5月20日に芸能活動の再開に合わせて埼玉県へ引っ越し[21]、7月にはオフィシャルブログも改めて開設された（引退に伴い、現在はnoteを除く全ての公式コンテンツを閉鎖している）。
- 尊敬している役者として野沢雅子を挙げている。野沢雅子とは共演の機会は殆ど無かったものの、同じ青二プロダクションの所属であった関係から交流はあったものと思われる。野沢もまた舞台出身で声優に転じた人物である。
- 持病の状況を熟慮した結果、2022年9月10日付にて所属先の青二プロダクションを退所し、業界から引退したことを自身の公式Twitterで発表[22]。ツイキャスは9月10日の生配信が最後となり、本人運営の公式twitterも9月末で閉鎖することを発表し、公約通り9月30日を以って閉鎖された。また、公式Facebookもtwitterの閉鎖に合わせて9月30日を以って休止し、一時停止を経て10月17日に正式に閉鎖された[23]。なお、9月10日のツイキャスでの本人の告知によると、趣味である小説の執筆活動は自身のライフワークとしていることから今後も続ける意向であり、SNSの一つであるnoteは閉鎖せずに運営を継続する。2022年11月26日に公式noteにて、ペンネームを「なかはら真斗（なかはら まこと）」に改名したことを発表[24]。2022年12月17日時点では「なかはら真斗／Chani」となっており、暫くの間は往年のファンが気付きやすくするために「Chani」の名を併記するものと思われる。
- 2022年10月下旬に父親が老衰で、12月31日に姉（星ヒカル）が新型コロナウイルス感染症によって相次いで死去したことを告知[25]。

## 後任
米本の引退後、持ち役を引き継いだ人物は以下の通り。
| 後任   | 役名             | 作品                      | 後任の初担当作品                      |
| ------ | ---------------- | ------------------------- | ------------------------------------- |
| 道井悠 | キリカ・ロウラン | 「英雄伝説 軌跡シリーズ」 | 『英雄伝説 黎の軌跡II -CRIMSON SiN-』 |

## 出演
太字はメインキャラクター。

### テレビアニメ
1994年
- キャプテン翼J（小田強）
- ツヨシしっかりしなさい（女の子、店員）

1995年
- ママレード・ボーイ（男の子）
- ご近所物語（中須新太郎）
- 空想科学世界ガリバーボーイ（女）

1996年
- キテレツ大百科（女の子）

1998年
- クレヨンしんちゃん（魔法瓶の精）
- センチメンタルジャーニー（松岡千恵）
- ロードス島戦記-英雄騎士伝-（ライナ）

1999年
- アークザラッド（TVアナ）
- BLUE GENDER（アーミック・ヘンダル）

2011年
- たまゆら〜hitotose〜（弟、女性B）
- Persona4 the ANIMATION（イザナミ）

2014年
- Persona4 the Golden ANIMATION（イザナミ）

### 劇場アニメ
- ウルトラマンカンパニー（1996年、美女2）
- ご近所物語（1996年、中須新太郎）

### OVA
- BADBOYS2（1994年、みちよ）
- お嬢様捜査網（1996年、アナウンサー）

### ゲーム
1997年
- DOKI DOKI プリティリーグ（須永知美）

1998年
- センチメンタルグラフティ（松岡千恵）
- センチメンタルジャーニー（松岡千恵）
- ドキドキプリティリーグ 熱血乙女青春記（須永知美）
- 星の丘学園物語 学園祭（進藤愛、綾小路新）

1999年
- ゴルフしようよ（エリザベス・ミューラー）

2000年
- センチメンタルグラフティ2（松岡千恵）
- テイルズ オブ エターニア（アイラ）
- 霊刻 -池田貴族心霊研究所-

2001年
- 決戦II（蔡文姫）
- ゴルフしようよ2 新たなる挑戦（エリザベス・ミューラー）
- 真・三國無双2（祝融）
- センチメンタルグラフティ〜約束（松岡千恵）

2002年
- 真・三國無双2 猛将伝（祝融）
- テイルズ オブ ファンダム Vol.1（アイラ）

2003年
- 真・三國無双3（祝融）
- 真・三國無双3 猛将伝（祝融）
- 零 紅い蝶（立花千歳）

2004年
- 九怨（安培晴明）
- 真・三國無双3 Empires（祝融、新武将〈柔和〉）
- センチメンタルプレリュード（松岡千恵）
- FATAL FRAME II CRIMSON BUTTERFLY DIRECTOR'S CUT（立花千歳）

2005年
- 真・三國無双4（祝融）
- 真・三國無双4 猛将伝（祝融）
- 天外魔境III NAMIDA（風雲の式部）

2006年
- GUILTY GEAR XX Λ CORE -ACCENT CORE-（梅喧）
- 真・三國無双4 Empires（祝融）

2007年
- 英雄伝説 空の軌跡 the 3rd（キリカ・ロウラン）
- 無双OROCHI（祝融）

2008年
- 無双OROCHI 魔王再臨（祝融）

2009年
- 無双OROCHI Z（祝融）

2011年
- 真・三國無双6（祝融）
- 真・三國無双6 Special（祝融）
- 真・三國無双6 猛将伝（祝融）
- 真・三國無双 NEXT（祝融）
- 無双OROCHI 2（祝融）

2012年
- 英雄伝説 零の軌跡 Evolution（キリカ・ロウラン）
- 真・三國無双6 Empires（祝融）
- 零 眞紅の蝶（立花千歳）
- 無双OROCHI2 Special（祝融）
- 無双OROCHI2 Hyper（祝融）

2013年
- ジョジョの奇妙な冒険 オールスターバトル（エルメェス・コステロ）
- 真・三國無双7（祝融）
- 真・三國無双7 猛将伝（祝融）
- 無双OROCHI2 Ultimate（祝融）

2014年
- 真・三國無双7 Empires（祝融）

2015年
- 英雄伝説 空の軌跡 FC Evolution（キリカ）
- ジョジョの奇妙な冒険 アイズオブヘブン（エルメェス・コステロ）

### 特撮
- 救急戦隊ゴーゴーファイブ（1999年、ザイレンの声）
- 仮面ライダーアギト（2001年、クイーンクロウロード / コウルス・イントンススの声）

### 吹き替え
1995年
- きかんしゃトーマス（売店のおばさん、スカーロイ鉄道の少年、スカーロイ鉄道の子供達）※フジテレビ版
- ダイ・ハード3 ※ソフト版

1996年
- デンバーに死す時 ※VHS版
- 楽園の瑕（桃花〈カリーナ・ラウ〉）※VHS版

2001年
- ダンジョン&ドラゴン（ノルダ〈クリステン・ウィルソン〉）※ソフト版

2003年
- カンパニー・マン（リタ・フォスター〈ルーシー・リュー〉）

2008年
- アラジン（バド）

2010年
- グッド・ワイフ ※NHK版

### DVD
- Flower Snow（谷山美香）

### ラジオ
- センチメンタルナイト
- 帰ってきたセンチメンタルナイト
- onlyセンチメンタルナイト2

### CD
- ウェディングベルに紅いバラ（如月葉子）
- 恋ふたたび（アニー）
- センチメンタルグラフティ　各作品（松岡千恵）
- DOKI DOKI プリティリーグ（須永知美）
- 封神演義 LEVEL-III（金光聖母）

### CM
- マルコメ（実写で出演[33]）

### その他コンテンツ
- 「祝女」 シーズン1 VOL.4（声の出演）
- 「流星倶楽部」内のラジオドラマ
- 「背徳の雫」ママの友達が綺麗な理由（朗読）
- 「美の巨人たち」（ボイスオーバー）

## 脚本家として
もともと自身の個人ブログ内においてハンドルネーム「Chani」名義で趣味の範囲として長らくオリジナルWEB小説を執筆していたが、その活動が功を奏し、脚本を書いてみないかという声が掛かったという。その後「Chani」名義でミュージカル版「プリキュア」の脚本を執筆し、脚本家デビュー。
上述の通り、元々は個人的な趣味として小説を書いていたため、2022年の声優業引退に伴い、業界人としてではなくアマチュア小説家に戻る形で一般人として執筆活動を続けている。

### 脚本
- プリキュアシリーズミュージカルショー
  - スマイルプリキュア! ミュージカルショー ドキドキ! がくえん七ふしぎ大騒動!!
  - ドキドキ!プリキュア ミュージカルショー アニマルランドでだいぼうけん!!
  - ハピネスチャージプリキュア! ミュージカルショー
  - Go!プリンセスプリキュア ミュージカルショー プリンセスランドをすくえ!
  - 魔法つかいプリキュア! ミュージカルショー
- 人形劇版「王様の耳はロバの耳」（劇団飛行船主催）[35]
- CLOCK ZERO～終焉の一秒～Watch Over[36]